# نیروگاه طوس
نیروگاه حرارتی طوس (واقع در کیلومتر ۱۲ جاده مشهد - چناران، تأسیس ۱۳۶۴)، یکی از نیروگاه‌های ایران از نوع حرارتی با ظرفیت تولید ۶۰۰ مگاوات که دارای ۴ واحد بخار ۱۵۰ مگاواتی ساخت بی‌بی‌سی آلمان است.
این نیروگاه از سه نوع سوخت گاز، مازوت و گازوئیل استفاده می‌کند و در حال حاضر تنها نیروگاه مازو ت‌سوز استان خراسان است.
هر واحد از چهار بخش کلی تشکیل شده است:
1. بویلر
2. توربین
3. برق (ژنراتور و ترانسفورماتور)
4. تصفیه آب و آزمایشگاه

## بویلر
واحدی است که کار اصلی تبدیل انرژی را انجام می‌دهد و آب را تبدبل به بخار با شرایط ذیل می‌کند:
- دما: ۵۴۰ درجه سانتیگراد
- فشار: ۱۲۶ اتمسفر
- جریان بخار یا دِبی در بار حداکثر (۱۵۰ مگاوات): ۵۲۵ تن بر ساعت

بویلر از نوع معلق، گردش طبیعی، درام دار، با سه مرحله سوپرهیت و دو مرحله رهیت که بویلر دارای ۹ مشعل هست که در سه طبقه و هر طبقه ۳ عدد قرار دارد. ارتفاع بویلر از سطح زمین ۵۰ و دودکش آن ۱۰۰ متر می‌باشد. در بویلر سه نوع سوخت مصرف می‌شود:گاز و مازوت و گازوئیل
آب تغذیه پس از عبور از اکونومایزر وارد درام و از آنجا توسط لوله‌های پائین آورنده وارد کف و دیواره‌ها شده در آن‌ها بالا رفته مجدداً وارد درام می‌شود.
بخار اشباع خروجی از درام به ترتیب وارد لوله‌های نگهدارنده، کویلها و سوپر هیترهای یک، دو و سه شده، در نهایت بخار زنده با دمای ۵۴۰ درجه سانتیگراد و فشار ۱۲۶ بار وارد توربین فشار قوی می‌شود. بخار پس از خروج از توربین فشار قوی جهت بازیابی حرارتی و افزایش راندمان مجدداً وارد بویلر گردیده و پس از عبور از مراحل رهیت با همان درجه حرارت بخار زنده و فشار ۳۴ بار به توربین فشار متوسط هدایت می‌گردد.

## توربین
وظیفه اصلی توربین تبدیل انرژِی بخار به انرژی مکانیکی می‌باشد. توربین مجموعه توربین‌ها شامل سه توربین هم محور است. توربین فشارقوی با یک زیرکش، توربین فشار متوسط سه زیرکش و توربین فشار ضعیف دارای یک زیرکش می‌باشد. بخار پس از خروج از توربین فشارقوی و پیش از ورود به توربین فشارمتوسط در بویلر دوباره گرم می‌شود. مجموعه توربین‌ها دارای یک مسیرکنارگذر شامل والوهای بای پاس فشار قوی و فشارضعیف است که می‌تواند بخار خروجی بویلر را بدون گذر از توربین‌ها مستقیما به کندانسور هوایی هدایت نماید. سیستم تحریک، ژنراتور و توربین‌ها، در یک راستا قرار داشته و همگی بر روی یک میز بتنی، برپایه‌های فولادی استوار است. درفاصلهٔ میان میز و پایه نیز فنرهای مخصوصی لرزش‌های دستگاه را دفع می‌کند
کندانسور نیروگاه طوس که زیر مجموعه بخش توربین است از نوع کندانسور مستقیم می‌باشد که در این گونه سیستم، بخار خروجی از توربین فشارضعیف که در حالت خلا است به صورت مستقیم وارد کندانسور هوایی شده و در هنگام گذر از رادیاتورهای دلتا شکل در معرض هوای دمیده شده ۳۰دستگاه فن هر واحد، گرمای نهان خود را ازدست داده و در دمای ثابت به آب اشباع تبدیل می‌گردد. آب اشباع به مخزنی به نام تانک تقطیرات وارد شده و دوباره توسط پمپ در چرخهٔ آب و بخار جریان می‌یابد. از آن جا که هوا و گازهای غیرقابل تقطیر موجب افت انتقال حرارت و افزایش فشار سیستم می گردد، این گازها به کمک مکنده‌هایی به نام اژکتور از کندانسور به بیرون فرستاده می‌شود.

## برق (ژنراتور و ترانسفورماتور)
ژنراتور هرواحد دارای قدرت نامی MW۱۵۰، ولتاژ نامیKV۵/۱۱ و جریان نامیA ۹۴۱۳ می‌باشد. برای تولید برق، روتور ژنراتور توسط مجموعه توربین‌ها با سرعت نامی rpm۳۰۰۰ به گردش در می‌آید و با جریان DC که از طریق اتصالات مرکز محور، توسط دیودهای گردان و ژنراتور اکسایتر تأمین می‌شود، تحریک می‌گردد. جریان تحریک با کنترل ژنراتور اکسایتر از طریق سیستم تابلوهای الکترونیکی تحریک تنظیم می‌شود. در نتیجه نیروی محرکه الکتریکی سه فاز مورد نیاز در بارهای مختلف به سیم بندی سه فاز متقارن ژنراتور القاء می‌گردد که در ترمینال ژنراتور به مقدار نامی(KV۵/۱۱) تنظیم شده و مستقیما به ورودی ترانسفورماتور ژنراتور منتقل می‌شود. ترانسفورماتور ژنراتور دارای قدرت نامی MVA۵/۱۸۷ است و توان الکتریکی تولیدی ژنراتور را پس از کسر مصرف داخلی به سطح ولتاژ KV۱۳۲ می‌رساند و به شبکه تحویل می‌دهد. برق مصرف داخلی واحد از طریق یک دستگاه ترانسفورماتور دیگر مستقیما از ترمینال خروجی ژنراتور با قدرت نامی MVA ۱۵و ولتاژ KV ۶ تأمین می‌گردد. همچنین انرژی الکتریکی مورد نیاز در هنگام راه‌اندازی واحد و مصرف داخلی نیروگاه از طریق دو دستگاه ترانسفورماتور (هریک به قدرت MVA 29) از شبکه برق فراهم می‌شود.

## تصفیه آب و آزمایشگاه
آب مورد نیاز برای تولید بخار در نیروگاه بایستی از هرگونه ناخالصی کاملاً پالایش شود تا هنگام تبخیر شدن درون لوله.‌ها و توربین‌ها عمل رسوب‌گذاری انجام نگیرد زیرا ناخالصی‌های موجود در آب باعث آسیب دیدن لوله‌ها و سایر تجهیزات سیستم گردش آب و بخار نیروگاه می‌شود. سیستم تصفیه آب نیروگاه طوس به روش تعویض یون عمل می. کند که دارای دوخط تولید آب خالص (هرکدام با ظرفیت.۸۰ متر مکعب در ساعت) بوده و آب مصرفی واحدها را تأمین می‌نمایند. کیفیت شیمیائی آب، بخار، سوخت و روغن در آزمایشگاه‌های شیمی کنترل که در صورت نامناسب بودن آن‌ها اقدامات لازم انجام می‌گیرد. بخشی از توانمندی‌های شرکت مدیریت تولید برق طوس که در صنعت برق کشور به اجرا در آمده‌است، به شرح زیر می‌باشد: برنامه‌ریزی و انجام تعمیرات اساسی، نیمه اساسی نیروگاه‌های بخارو نصب تجهیزات واحدهای صنعتی راه‌اندازی وبهره‌برداری تجهیزات و تأسیسات نیروگاه.‌های بخار و سیکل ترکیبی بهینه‌سازی سیستم‌های کنترل واحدهای صنعتی انجام عملیات جوشکاری صنعتی وعایق کاری تجهیزات اجرای پروژه‌های تحقیقاتی درراستای بهینه‌سازی وافزایش بازده واحدهای صنعتی کنترل شیمیایی چرخهٔ آب و بخار و انجام آزمایش‌های آب و روغن‌های صنعتی رسوب زدائی، رنگ و پوشش قطعات صنعتی

## وضعیت مالکیت

### توانیر
در واقع مالک اصلی نیروگاه طوس، قبلا شرکت توانیر بوده و بر اساس سیاستهای کلی اصل 44 قانون اساسی جمهوری اسلامی ایران، سازمان خصوصی سازی این شرکت را به سازمان تامین اجتماعی واگذار کرده است.

### واگذاری به تأمین اجتماعی
آخرین اخبار در خصوص مالکیت نیروگاه طوس در تاریخ ۲۶ خرداد  ۱۳۹۱ در سایت خبرگزاری دانشجویان ایران(ایسنا) منتشر شد:
امسال با تدبیر قانون‌گذار قرار است ۳۵۰ هزار میلیارد ریال بابت رد دیون به سازمان تأمین اجتماعی واگذار شود و این میزان واگذاری از محل فروش ۲۲ شرکت صورت گیرد که افزایش این میزان واگذاری و تسویه کامل در یک سال ممکن است نگرانی‌هایی را ایجاد کند.
به گزارش خبرنگار بورس خبرگزاری دانشجویان ایران (ایسنا)، بنا به مصوبه هیئت وزیران و بنا به پیشنهاد وزارت تعاون، کار و رفاه اجتماعی مقرر شده‌است ۳۵۰ هزار میلیارد ریال مطالبات صندوق تأمین اجتماعی از دولت از محل فروش سهام ۲۲ شرکت تهاتر و تسویه شود.
بر اساس مصوبه اسفند هیئت وزیران و بنا به پیشنهاد وزارت تعاون، کار و رفاه اجتماعی در اجرای بندهای ۳۳ و ۳۶ قانون بودجه سال ۹۰، قرار است سهام ۲۲ شرکت به عنوان بدهی دولت به صندوق تأمین اجتماعی واگذار شود.
براساس این مصوبه مطالبات صندوق تأمین اجتماعی از دولت تا سقف ۳۵۰ هزار میلیارد ریال با تأیید سازمان حسابرسی در قبال واگذاری اموال و سهام (یا منابع حاصل از فروش سهام، تسویه و تهاتر می‌شود و بدین وسیله کلیهٔ تضمین‌ها و تعهدات دولت به صندوق یادشده تسویه شده تلقی و دولت هیچ‌گونه بدهی و تعهدی به صندوق یاد شده ندارد. 
به این ترتیب سازمان خصوصی‌سازی موظف است مستقیما نسبت به انتقال سهام یادشده با قیمتی که به تصویب هیئت واگذاری رسیده‌است یا پرداخت وجوه حاصل از فروش آن‌ها با رعایت مقررات مربوط، به صندوق تأمین اجتماعی اقدام کند.
بر اساس این گزارش با تصویب هیئت وزیران قرار است ۱۰۰ درصد سهام نیروگاه طوس،۱۰۰ درصد نیروگاه بندرعباس، ۱۰۰ درصد سهام شرکت سنگ آهن شرق ایران و ۱۰۰ درصد سهام پالایش و پژوهش خون به همراه باقی‌مانده سهم دولت در شرکت‌های واگذار شده فولاد خوزستان، هلدینگ خلیج فارس،بانک تجارت،بانک صادرات، بانک ملت، پست بانک،شرکت ایران ال. ان. جی،شرکت فولاد اصفهان، پالایشگاه اصفهان،شرکت حفاری شمال، شرکت خدمات مدیریت آب و برق صبا، شرکت ملی مس ایران، شرکت پتروشیمی کرمانشاه، شرکت پتروشیمی مارون، پتروشیمی فن‌آوران، پالایشگاه بندرعباس، شرکت ملی انفورماتیک و شرکت هتل‌های هما به عنوان طلب دولت به صندوق تأمین اجتماعی واگذار می‌شود.
بر اساس اخبار به دست آمده در اوایل سال 92 واگذاری نیروگاه به تأمین اجتماعی منتفی شد و نیروگاه دوباره زیر پوشش توانیر قرار گرفت.
در سال 93 زمزمه به دست گرفتن مالکیت نیروگاه طوس توسط شركت سرمايه گذاري تأمين اجتماعي (شستا)  جدی شد. شرکت سرمایه‌گذاری تأمین اجتماعی که به اختصار شستا نامیده می‌شود، در سال ۱۳۶۵ به منظور حفظ و ارتقاء ارزش ذخایر سازمان با سرمایه اولیه ۲۰ میلیارد ریال تأسیس شد و در سال‌های بعد در طی چند مرحله مبادرت به افزایش سرمایه گردید.
در سال 95 این نیروگاه به‌طور کامل به سازمان تأمین اجتماعی واگذار و متعاقبا نیروگاه توسط سازمان تأمین اجتماعی به شرکت شستا از زیر مجموعه‌های سازمان تأمین اجتماعی واگذار شده است ودر حال حاضر مالکیت این نیروگاه در اختیار شرکت افق تامین انرژی طوس می باشد.
| عنوان=پایگاه اطلاع‌رسانی صنعت برق
}}</ref>